# Rizzani de Eccher
Rizzani de Eccher S.p.A. è una società di costruzioni italiana, operante nel settore dell'edilizia civile e industriale e delle infrastrutture, con sede a Pozzuolo del Friuli in provincia di Udine.
Rizzani de Eccher è una delle società del Gruppo de Eccher, che riunisce aziende del settore dell’ingegneria e della costruzione attive in oltre 70 paesi del mondo.

## Storia
Le origini dell’impresa di costruzione risalgono al 1831, quando viene fondata la Rizzani ad Udine. Nel secolo successivo, la società si sviluppa, costruendo in Italia, Africa, Asia e America Latina.
Nel 1948 Riccardo de Eccher costituisce l’omonima azienda in Trentino Alto-Adige, che agisce nel campo immobiliare e delle costruzioni.
Nel 1970 l’imprenditore rileva la Rizzani e fonda la Rizzani de Eccher.
Nei 10 anni successivi l'azienda costruisce due segmenti della SS Carnia-Tarvisio; a seguito del terremoto del Friuli, realizza il recupero del borgo medioevale di Venzone.
Nel 1982 Rizzani de Eccher costruisce alcune scuole in Algeria, iniziando un percorso che la porterà a sviluppare più del 70% del fatturato all’estero.
Nel 1991 viene coinvolta nell'informativa Mafia e appalti. La società è stata coinvolta nella Tangentopoli siciliana; Nel 1991 il ROS depositò l'informativa Mafia e Appalti, relativa alla prima parte delle indagini sulle connessioni tra politici, imprenditori e mafiosi, dove si rivelava l'esistenza di un comitato d'affari illegale e si facevano i nomi di società e persone coinvolte. Il dossier fu dato a Giovanni Falcone; tra gli arrestati del 9 luglio 1991 ci fu il geometra Giuseppe Li Pera, capoarea in Sicilia occidentale della Rizzani De Eccher, responsabile di aver ottenuto illeciti vantaggi per la società in termini di aggiudicazione e gestione degli appalti in Sicilia.
Nel 1984 vengono acquisiti alcuni progetti nell’allora Unione Sovietica: tra il 1986 e il 1990 il fatturato sale da 37 a 228 miliardi di lire.
Dal 2004 l'azienda è tra le prime 10 imprese di costruzioni italiane. Nel 2017 è stata classificata al 89º posto tra le 250 maggiori Contractors internazionali.

## Attività
Gruppo de Eccher opera in quattro settori:
- costruzione di infrastrutture, autostrade, metropolitane, linee ferroviarie, gallerie, ponti e viadotti;
- costruzione di edifici di pregio, istituzionali, industriali, commerciali, sportivi, hotels e resorts, nonché il restauro conservativo;
- ingegneria e realizzazione di attrezzature speciali per la costruzione di ponti e viadotti;
- immobiliare;

Oltre il 75% del fatturato proviene dal mercato estero.

## Dati economici
- Nel 2023 il Gruppo ha registrato un valore della produzione di € 867,6 milioni, concludendo l'esercizio con una perdita di € 66,762 milioni. A fine esercizio il patrimonio netto era negativo per € 48,732 milioni. EBITDA negativo per € 17,4 milioni (negativo per € 19 milioni nel 2022).[6]
- Nel 2022 il Gruppo ha registrato un valore della produzione di € 538,37 milioni, concludendo l'esercizio con una perdita di € 57,842 milioni. A fine esercizio il patrimonio netto ammonta a € 25,02 milioni.[6] L'esposizione debitoria è di circa € 300 milioni.[7]
- Nel 2021 il Gruppo ha registrato un valore della produzione di € 510,06 milioni, concludendo l'esercizio con una perdita di € 21,758 milioni. A fine esercizio il patrimonio netto ammonta a € 74,9 milioni e la posizione finanziaria netta a € 193,832 milioni. L'indebitamento verso le banche ammonta a € 226.571.858 e l’indebitamento verso altri finanziatori è di ulteriori € 32.326.028[6]
- Nel 2020 il Gruppo ha registrato un valore della produzione di € 405,5 milioni, concludendo l'esercizio con una perdita di € 34,562 milioni.[8]
- Nel 2019 il Gruppo ha registrato un valore della produzione di € 574,9 milioni, concludendo l'esercizio con una perdita di € 13,097 milioni.[8]
- Nel 2018 il Gruppo ha registrato un valore della produzione di € 960,1 milioni, concludendo l'esercizio con una perdita di € 48,182 milioni.[9]